# Lūleh Darreh
Lūleh Darreh (persiska: لولِه دَرَقِ حاجّ نَجَف, لوله دره, Lūleh Daraq-e Ḩājj Najaf) är en ort i Iran.   Den ligger i provinsen Ardabil, i den nordvästra delen av landet, 500 km nordväst om huvudstaden Teheran. Lūleh Darreh ligger 164 meter över havet och antalet invånare är 424.
Terrängen runt Lūleh Darreh är lite kuperad. Runt Lūleh Darreh är det ganska glesbefolkat, med 42 invånare per kvadratkilometer. Närmaste större samhälle är Pārsābād, 16,1 km nordost om Lūleh Darreh. Trakten runt Lūleh Darreh består till största delen av jordbruksmark.